# Craniolaria
Craniolaria, biljni rod iz porodice martinijevki raširen na sjeveru od Antila do Argentine na jug. Pripadaju mu dvije vrste zeljastog bilja.

## Vrste
1. Craniolaria annua L.
2. Craniolaria integrifolia Cham.

## Sinonimi
- Petramnia Raf.